# Alia (geslacht)
Alia is een geslacht van weekdieren uit de klasse van de Gastropoda (slakken).

## Soorten
- Alia aurantiaca (Dall, 1871)
- Alia callimorpha Dall, 1919
- Alia carinata (Hinds, 1844)
- Alia gausapata (Gould, 1850)
- Alia gouldi (Carpenter, 1856)
- Alia permodesta (Dall, 1890)
- Alia unifasciata (G. B. Sowerby I, 1832)